# Râul Valea Gruiului, Dâmbovița
Râul Valea Gruiului este un curs de apă, afluent al râului Dâmbovița. 